# Saint-Jean-de-Chevelu
Saint-Jean-de-Chevelu è un comune francese di 745 abitanti situato nel dipartimento della Savoia della regione dell'Alvernia-Rodano-Alpi.

## Società

### Evoluzione demografica
Abitanti censiti